# 邓小刚 (1967年)
邓小刚（1967年8月—），中华人民共和国政治人物，湖南桂阳人。湖南农学院畜牧水产系畜牧专业毕业，北京农业大学农业经济管理学院发展经济学专业硕士、管理学博士学位。曾任中共西藏自治区党委常务副书记、中共四川省委副书记、农业农村部副部长。现任中国人民政治协商会议第十四届全国委员会农业和农村委员会副主任。

## 生平
生于湖南省桂阳县正和乡，1985年9月，18岁的邓小刚在湖南农学院畜牧水产系畜牧专业学习。1989年9月，在北京农业大学农业经济及管理专业学习，并于1991年12月加入中国共产党，1992年8月从北农毕业後，进入北京市工程咨询公司任职。1994年2月，任北京市计划委员会郊区处副主任科员。1994年4月，任北京市计划委员会郊区处副处长。1994年10月，任北京市计划委员会国民经济综合计划处处长。1998年10月，任北京市计划委员会、北京市发展改革委员会委员（副局级）(1996年9月—2000年7月，在中国农业大学农业经济管理学院学习)。2001年8月，任丰台区副区长。2003年6月，任中共丰台区委常委、副区长。2003年9月，任中共通州区委副书记、代区长（2004年1月当选区长）。
2005年6月，38岁的邓小刚离开北京，任西藏自治区人民政府主席助理。2006年7月，任西藏自治区副主席，晋升副部级。2011年11月，任中共西藏自治区党委常委、秘书长，区直机关工委书记，自治区政府副主席。2012年1月，任中共西藏自治区党委常委、秘书长，区直机关工委书记。2012年4月，任中共西藏自治区党委常委、政法委书记。2013年4月，任中共西藏自治区党委副书记、政法委书记，区政府党组副书记、常务副主席，区行政学院院长。2016年11月，任中共西藏自治区党委常务副书记、党校校长、西藏自治区政协党组书记，不再担任西藏自治区人民政府副主席、区党委政法委书记。
2017年3月，50岁的邓小刚离开西藏，任中共四川省委副书记，并于同年10月在中国共产党第十九次全国代表大会上当选中国共产党第十九届中央委员会候补委员。
2021年10月，任农业农村部副部长，直到2024年10月去职。2024年10月11日，他被增补为第十四届全国政协委员，同时任命为第十四届全国政协农业和农村委员会驻会副主任。